# 王沃
王沃（1887年7月13日—1943年8月），高雄人，臺灣日治時期企業家，與蔡文彬（戰後改名為蔡文賓）並稱為高雄漁業鉅子。

## 生平
王沃為日治時代高雄漁業大王，出生東港，由旗津發跡，從事鮮魚批發，兼營帆船漁業，後來擁有機動漁船，遷居哈瑪星後成立的「丸山商號」逐漸成為高雄漁獲最大承銷商，王沃因此被稱為「南部水產界第一人」，林曙光曾指出王沃名下擁有漁船30餘艘、拖網船一對從事遠洋漁撈，兼營漯底塭（今高雄市彌陀區）數十甲。曾任高雄魚市株式會社取締役、高雄漁船組合長、高雄州水產會議員等，在高雄漁產界位居要職。王沃於昭和18年（1943）8月25日逝世，葬於覆鼎金，其建於1937年之哈瑪星延平街宅邸仍存。
王沃長子王石定(1913年10月20日-1947年3月6日)早稻田大學商學部畢業，返臺後陸續擔任許多水產界要職，更獲選高雄市參議員，為廣大漁民謀福利，但在二二八事件時為了阻止軍隊任意屠殺市民，而加入「高雄二二八事件處理委員會」，3月6日於高雄市政府遭難，是二二八事件受難者。

## 引用資料
1. ↑  林曙光. . 高雄市: 春暉出版社. 1985年: 185.
2. ↑  臺灣新民報社、興南新聞社. . 臺灣新民報社、興南新聞社. 1937年: 40.
3. ↑  陳坤毅. . 高雄小故事. 2016年.